# Ortografia (Stanisław Zaborowski)
Ortografia (łac. Ortographia seu modus recte scribendi et legendi Polonicum idioma quam utilissimus) – traktat w języku łacińskim poświęcony polskiej ortografii autorstwa Stanisława Zaborowskiego wydany w 1514–1515. Książka Stanisława Zaborowskiego stanowi drugą po traktacie Jakuba Parkoszowica próbę uporządkowania polskiej ortografii.

## Historia
Pierwsze wydanie książki ukazało się w 1514–1515 (według innego opracowania w 1512 lub 1513) w Krakowie nakładem drukarni Floriana Unglera. „Ortografia” powstała prawdopodobnie z inspiracji Unglera, jako próba uporządkowania ortografii książek ukazujących się w jego wydawnictwie w języku polskim.
System ortograficzny Zaborowskiego wzorowany był na ortografii czeskiej i opierał się na stosowaniu znaków diakrytycznych. Traktat był próbą wyeliminowania dwuznaków lub trójznaków używanych w tekstach piśmiennych epoki średniowiecza jakie stosowano do zapisu głosek charakterystycznych dla języka polskiego. Głównym założeniem było oznaczanie jednej głoski jedną literą, w związku z czym ortografia Zaborowskiego pozbawiona była dwuznaków i trójznaków, zaś miękkości nie oznaczano literami i(y).
System ten został wykorzystany w niektórych drukach Unglera, nie przyjął się jednak na większą skalę. Innowacjami Zaborowskiego, które utrwaliły się w języku polskim była forma jednoznakowego, diakrytycznego zapisu spółgłosek oraz używanie dwóch liter ż oraz ł.

## Wydania
„Ortografia” Zaborowskiego była wielokrotnie wznawiana. Oprócz pierwszego wydania z 1514 roku wydrukowanego przez Floriana Unglera druga edycja wydana została w 1518 roku w oficynie Jana Hallera. Kolejne wydania drukowano wielokrotnie w ramach „Grammatica rudimenta” w latach 1519, 1526, 1529, 1536, 1539, 1560 i 1564 w edycji Zaborowskiego.